# Близина
У топологији и сродним областима математике, близина представља један од основних појмова тополошког простора. Интуитивно се каже да су два скупа близу уколико су произвољно удаљени један од другог. Овај концепт се може природно дефинисати у метричком простору, где је појам удаљености између елемената у простору прецизно дефинисан, али се може генерализовати на тополошке просторе, где не постоји конкретан начин за мерење удаљености.
Оператор затварања затвара дати скуп тако што га мапира на затворен скуп који садржи оригинални скуп и све тачке које су му близу. Концепт близине је сродан граничној тачки.

## Дефиниција
У датом метричком простору {\displaystyle (X,d)} тачка {\displaystyle p} је близу скупу {\displaystyle A} ако важи: 
{\displaystyle d(p,A)=0},
где је удаљеност између тачке и скупа дефинисана као
{\displaystyle d(p,A):=\inf _{a\in A}d(p,a)}.
Слично, скуп {\displaystyle B} је близу скупу {\displaystyle A} ако важи:
{\displaystyle d(B,A)=0}
где је
{\displaystyle d(B,A):=\inf _{b\in B}d(b,A)}.

## Особине
- ако је тачка {\displaystyle p} близу скупу {\displaystyle A} и скупу {\displaystyle B}, онда су {\displaystyle A} и {\displaystyle B} близу. (обрнуто не важи!)
- близина тачке и скупа је одржана непрекидним функцијама.
- близина два скупа је одржана равномерним непрекидностима.

## Релација близине између тачке и скупа
Нека су {\displaystyle A} и {\displaystyle B} два скупа и нека је {\displaystyle p} тачка.
- ако је {\displaystyle p} близу {\displaystyle A}, онда је {\displaystyle A\neq \emptyset }
- ако је {\displaystyle p} близу {\displaystyle A} и {\displaystyle B\supset A}, онда је {\displaystyle p} близу {\displaystyle B}
- ако је {\displaystyle p} близу {\displaystyle A\cup B}, онда је {\displaystyle p} или близу {\displaystyle A} или {\displaystyle p} близу {\displaystyle B}

## Релација близине између два скупа
Нека су {\displaystyle A},{\displaystyle B} и {\displaystyle C} скупови.
- ако су {\displaystyle A} и {\displaystyle B} близу, онда {\displaystyle A\neq \emptyset } и {\displaystyle B\neq \emptyset }
- ако су {\displaystyle A} и {\displaystyle B} близу, онда су и {\displaystyle B} и {\displaystyle A} близу
- ако су {\displaystyle A} и {\displaystyle B} близу и {\displaystyle B\subset C} онда су и {\displaystyle A} и {\displaystyle C} близу
- ако су {\displaystyle A} и {\displaystyle B\cup C} близу, онда су или {\displaystyle A} и {\displaystyle B} близу, или {\displaystyle A} и {\displaystyle C} близу
- ако је {\displaystyle A\cap B\neq \emptyset }, онда су {\displaystyle A} и {\displaystyle B} близу

## Генерализована дефиниција
Релација близине између скупа и тачке се може генерализовати на било који тополошки простор. Ако су дати тополошки простор и тачка {\displaystyle p}, за тачку {\displaystyle p} се каже да је близу скупу {\displaystyle A} ако {\displaystyle p\in \operatorname {cl} (A)={\overline {A}}}.
Тополошке структуре су превише слабе да би се могла дефинисати релација близине између два скупа, и онда морају да се користе униформне структуре. У датом униформном простору, за скупове A и B се каже да су близу један другом ако се секу у свим околинама, то јест, за сваку околину U, скуп (A×B) ∩ U је непразан. 